# Pritisnjena krivulja
Pritisnjena krivulja je v matematiki razširitev pojma tangente. Tangenta na krivuljo je premica, ki ima skupno točko in smer krivulje. Pritisnjena krivulja pa ima skupno točko, smer in ukrivljenost.
Dve krivulji sta medsebojno pritisnjeni (oskulirani), če imata v neki točki isto pritisnjeno krožnico. Ime izvira iz latinske besede osculate, ki pomeni poljubiti se. Medsebojni stik krivulj je mnogo bolj povezan, kot je sam tangentni stik.  